# Коджі Оїші
Коджі Оїші 大石 幸史 (нар. 28 жовтня 1988) — японський боєць змішаних єдиноборств, що професійно виступав у 2000-2014 роках у легких вагових категоріях на UFC, One FC, Pancrase та Deep.
Хоча рекорд Оїші не є вражаючим ні кількістю боїв, ні перемог (25-10-10) в нього дуже багато суперників та нічиїх. Вважається одним з найкращих японських бійців 2000-х.

## Кар'єра змішаних бойових мистецтв
Розпочав кар'єру 4 квітня 2000 на UFC 25 - Ultimate Japan 3 де програв ЛаВерн Кларку рішенням більшості суддів. 
25 березня 2002 на Pancrase - Spirit 3 переміг Сатору Кітаока рішенням більшості суддів (Власне так завершилися перші 5 боїв Оїші).
4 червня 2005 на UFC 53 - Heavy Hitters програв нокаутом Ніку Діазу у першому раунді. Проте 27 серпня того ж року на Pancrase - 2005 Neo-Blood Tournament Finals еффектно переміг його брата Нейта рішенням.
28 липня 2006 на Pancrase - 2006 Neo-Blood Tournament Finals у 3 раунді програв технічним нокаутом легенді UFC Карлосу Кондіту.
Двічі програв Кацуя Іноуе - вперше 30 травня 2007 на Pancrase - Rising 5 нокаутом одним ударом, потім 7 грудня 2008 на Pancrase - Shining 10 рішенням.
Перед цим 1 жовтня 2008 переміг бійця UFC земляка Наоюкі Котакі.
4 квітня 2010 на Pancrase - Passion Tour 3 переміг Ісао Кобаясі якому потім програв у реванші.
29 серпня 2014 програв монгол Джадамба Наратунгалагу що стало його 10 поразкою після чого завершив кар'єру.